# Institut für Rebenzüchtung Geilweilerhof

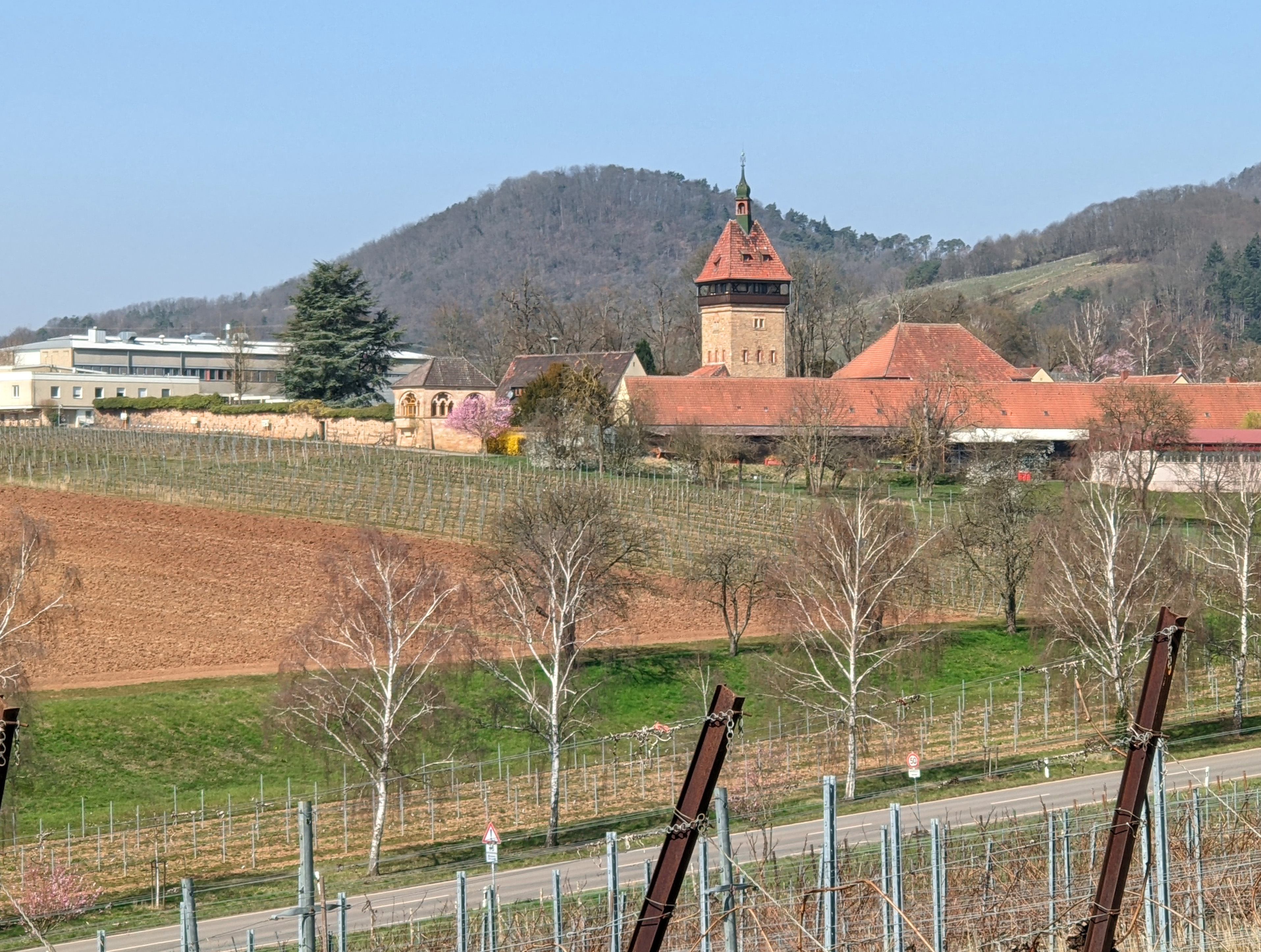
Liegenschaft mit Weinbergen, Laborgebäude, Weinkeller und dem markantem historischen Turm des Geilweilerhofs

Das Institut für Rebenzüchtung Geilweilerhof ist eines von 18 Forschungsinstituten des Julius Kühn-Instituts (JKI) – Bundesforschungsinstitut für Kulturpflanzen. Es hat seinen Standort im Hofgut Geilweilerhof, welches zu Siebeldingen bei Landau in der Pfalz gehört.

## Funktion
Hauptaufgabe des Instituts ist die Züchtung neuer, an das deutsche Klima angepasster Rebsorten mit Resistenzen gegen Schädlinge und andere Stressfaktoren bei gleichzeitig hoher Weinqualität. Aus diesen Zuchtarbeiten stammen die pilzresistenten Neuzüchtungen Calandro, Calardis Blanc, Calardis Musqué, Felicia, Orion, Phoenix, Reberger, Regent, Sirius, Staufer und Villaris. Die Sorte Regent ist mit 2065 ha Anbaufläche in Deutschland (Stand 2011) die bislang erfolgreichste pilzwiderstandsfähige Neuzüchtung. Traditionelle Züchtungen ohne Mehltauresistenzen sind die weißen Rebsorten Morio-Muskat, Bacchus und Optima sowie die rote Sorte Domina.
Die Entwicklung neuer Rebsorten erfolgt über klassische Kreuzungszüchtung unter Verwendung molekularer Marker (Präzisionszucht). Diese erlaubt eine gezielte Wahl der Kreuzungseltern, eine frühzeitige Selektion im Zuchtmaterial und die Kombination mehrerer Resistenzen. Dadurch lässt sich der langwierige Zuchtprozess deutlich beschleunigen. Dies wird durch genetische Kartierungsarbeiten und die Entwicklung neuer, merkmalskorrelierender Marker mit den Schwerpunkten auf Resistenzen und Weinqualität ermöglicht. Marker für verschiedene Resistenzen gegen die Hauptschädlinge der Rebe (Echter Mehltau, Falscher Mehltau und Reblaus) sind aus den Arbeiten des Instituts veröffentlicht und werden bereits im Zuchtprozess genutzt.
Das Institut unterhält das umfangreichste deutsche Rebsortiment und verwaltet mehrere Datenbanken über Rebsorten um die genetische Vielfalt der Rebe zu erhalten und zu evaluieren. Diese Informationen werden über das Fachinformationszentrum der Öffentlichkeit zugänglich gemacht. Ein frei zugänglicher Rebenlehrpfad mit informativen Schautafeln vermittelt Interessierten wissenswertes über die Rebe sowie die Aufgaben und laufenden Arbeiten des Instituts.
Für den Weinausbau stehen dem Institut einen Versuchsweinkeller sowie ein Wirtschaftsweinkeller zur Verfügung. Der Versuchsweinkeller baut Weine in kleinen Volumina, teilweise bereits von Einzelstöcken aus, während der Wirtschaftsweinkeller das Lesegut aus den Hauptprüfungen verarbeitet. Dadurch wird eine qualitative Überprüfung der Weine von Neuzüchtungen in den verschiedenen Entwicklungsstufen ermöglicht. Die Erzeugnisse des Wirtschaftsweinkellers können im institutseigenen Weinverkauf erworben werden, was fachlich Interessierten und Endverbrauchern die Möglichkeit bietet neue Sorten und Zuchtstämme zu probieren.
Mit Gründung des JKI wurde die Abteilung Weinbauforschung des Instituts für Pflanzenschutz im Obst- und Weinbau von Bernkastel-Kues an den Geilweilerhof verlagert.

## Geschichte des Instituts für Rebenzüchtung

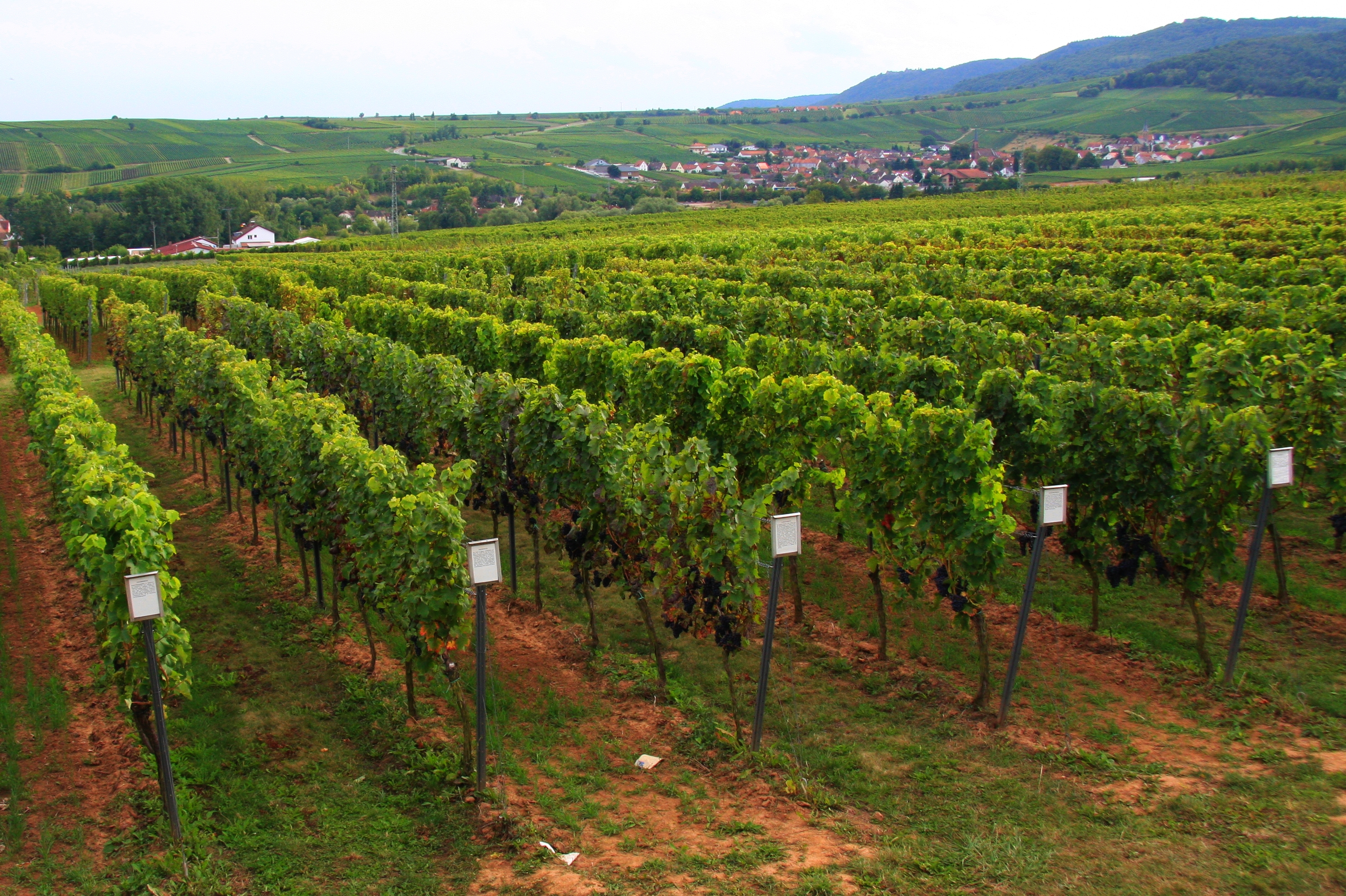
Genbank Reben in Geilweilerhof

Das Institut ging aus zwei, im Jahre 1926 unabhängig voneinander gegründeten Forschungseinrichtungen hervor. Zum einen aus der Außenstelle Rebenzüchtung der Bayerischen Landesanstalt für Wein-, Obst- und Gartenbau auf dem Geilweilerhof durch Landwirtschaftsrat Peter Morio, zum anderen aus dem Kaiser-Wilhelm-Institut für Züchtungsforschung in Müncheberg unter der Leitung von Erwin Bauer. Peter Morio begann 1926 damit, seine aus Kreuzungen gewonnenen Sämlinge am Geilweilerhof zu pflanzen. Aus seinen Arbeiten gingen die intraspezifischen Neuzüchtungen Bacchus, Domina, Morio-Muskat und Optima hervor. Den überwiegenden Teil seiner Sämlinge bildeten aber interspezifische Kreuzungen für die Resistenzzüchtung. Diese Arbeiten musste er jedoch 1937 mit der Gründung der „Reichsrebenzüchtung“ einstellen, bei der die Resistenzzüchtung auf die Standorte Müncheberg, Freiburg im Breisgau und Geisenheim konzentriert wurden. Nach dem Zweiten Weltkrieg gründete Bernhard Husfeld das „Forschungsinstitut für Rebenzüchtung“ und überführte die wichtigsten Zuchtstämme aus Müncheberg nach Siebeldingen. Erste Müncheberger Zuchterfolge waren die Sorten Siegfriedrebe und Aris. Auch wenn diese Sorten noch gewisse weinbauliche Unzulänglichkeiten zeigten, darunter geringer Ertrag und Virusanfälligkeit, waren sie ein züchterischer und wissenschaftlicher Erfolg, da sie bewiesen, dass Resistenz und Qualität kombinierbar sind.
1970 übernahm Gerhardt Alleweldt die Leitung des Instituts. Er verstärkte die Forschungstätigkeiten insbesondere auf die Resistenz gegen Pilzkrankheiten. Die ersten Rebsorten aus seinen Arbeiten waren Castor und Pollux, die 1977 Sortenschutz erhielten, jedoch in manchen Jahren einen unerwünschten Erdbeergeschmack (Furaneol) aufwiesen. Erst in der nächsten Züchtungsgeneration gelang es, weinbaulich geeignete Rebsorten mit hoher Mehltauresistenz und guten Qualitätseigenschaften zu erlangen. Dabei handelte es sich um die weißen Sorten Phoenix, Orion, Sirius und Staufer, sowie die Rotweinsorte Regent. Bei Regent handelt es sich um die in Deutschland bislang erfolgreichste pilzwiderstandsfähige Neuzüchtung die auch vom Rotweinboom der 80er Jahre profitiert hat.
Von 1995 bis 2024 stand das Institut unter der Leitung von Reinhard Töpfer. Gemeinsam mit dem Züchter Rudolf Eibach wurden die Sorten Felicia, Villaris, Reberger und Calandro entwickelt. Weitere Sorten sind Calardis Blanc und Calardis Musqué, deren Name sich von der historischen Bezeichnung Calardiswilre für Gailhardsweiler ableitet. Seit September 2024 leitet Dr. Oliver Trapp das Institut. 
Seit 1972 erfährt das Institut eine unterstützende Förderung ihrer wissenschaftlichen Arbeiten durch die Gemeinschaft der Förderer und Freunde des Instituts für Rebenzüchtung Geilweilerhof e. V.

## Fachinformationszentrum
Das Institut unterhält mehrere Datenbanken, in denen es Fachinformationen für den weinbaulichen Bereich bereitstellt. Der Vitis International Variety Catalogue (VIVC) ist eine umfangreiche Rebsorten-Datenbank. Dort lassen sich Informationen zu etwa 21.000 Vitis-Arten, Rebsorten und Zuchtstämmen abrufen. Die Deutsche Genbank Reben dient der langfristigen und effizienten Sicherung rebengenetischer Ressourcen in Deutschland um deren Verfügbarkeit gewährleisten zu können. Deren europäisches Pendant ist die Europäische Vitis-Datenbank (The European Vitis Database), welche ebenfalls durch das Institut unterhalten wird. Die internationale Literaturdatenbank Vitis-VEA ist ein bibliographisches Verzeichnis für das Gebiet des Weinbaus. In ihr sind ein Großteil der umfangreichen Bestände der weinbaulichen Spezialbibliothek des Instituts aufgeführt. In ihr sind auch die älteren Volltexte der hauseigenen, englischsprachigen Fachzeitschrift Vitis - Journal of Grapevine Research verfügbar.

## Film
- Das Institut für Rebenzüchtung Geilweilerhof – Rebenzüchtung und Weinforschung am JKI, Imagefilm des Instituts für Rebenzüchtung vom JKI, Deutschland, 19. Januar 2017, 6:14 Min., online-Video
- Weinbau in Deutschland ein Videofilm des Bundesministeriums für Ernährung und Landwirtschaft (BMEL), Deutschland, 1. April 2015, 6:02 Min., online-Video Vorgestellt wird die Arbeit des Winzers mit dem Porträt eines Moselwinzers, Forschung zum Weinbau, u. a. Institut für Rebenzüchtung Geilweilerhof, Hochschule Geisenheim, mit Monika Christmann, Nadine Poss und Bedeutung des Sektlands Deutschland.